# エア・トランスポート・インターナショナル782便墜落事故
エア・トランスポート・インターナショナル782便墜落事故（エア・トランスポート・インターナショナル782びんついらくじこ、英語: Air Transport International Flight 782）は、1995年2月16日にミズーリ州カンザスシティ国際空港で発生した航空事故である。カンザスシティ国際空港からウエストオーバー・メトロポリタン空港へ向かっていたエア・トランスポート・インターナショナル782便（ダグラス DC-8-63F）が離陸時に制御不能に陥り墜落し、乗員3人全員が死亡した。

## 飛行の詳細

### 事故機

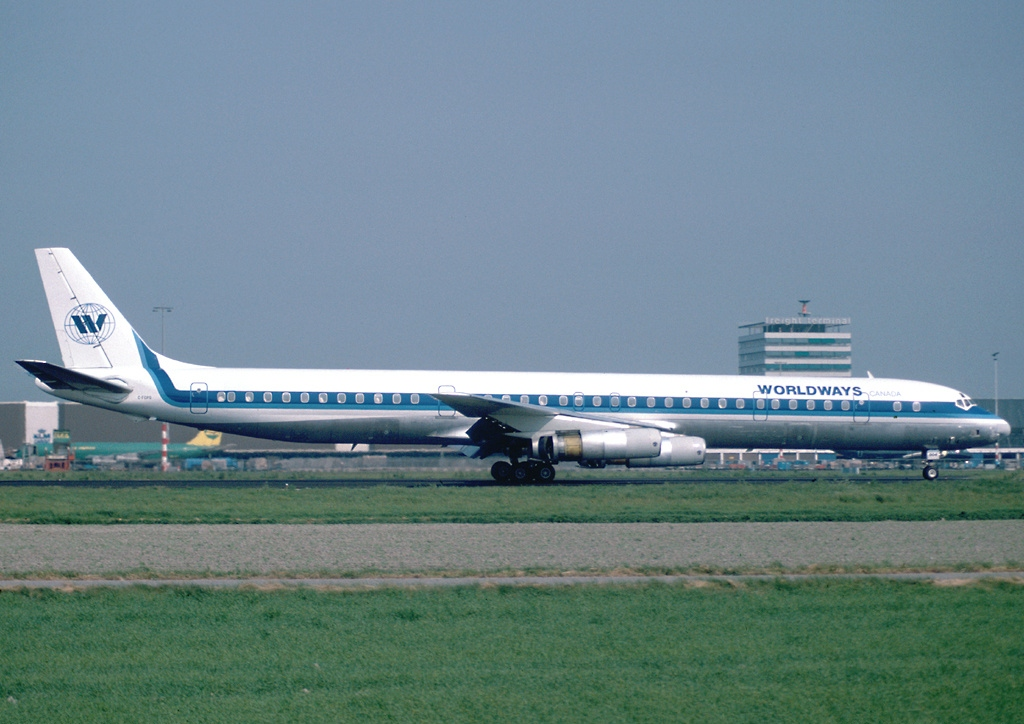
ワールドウェイズ・カナダでの運航中に撮影された事故機

事故機のダグラス DC-8-63F（N782AL）は1968年に製造された。カナディアン・パシフィック航空やフライング・タイガー・ライン、ワールドウェイズ・カナダ等で運航され、1985年にはアイスランド航空やアルジェリア航空にリースされた。1990年にはエアロリース・ファイナンシャル・グループに売却され、貨物機に改造されたうえでバーリントン・エクスプレスやATIにリースされた。総飛行時間は77,096時間で22,404回の離着陸を経験していた。

### 乗員
機長は48歳の男性で1994年にATIへ入社した。総飛行時間は9,711時間で、うちDC-8では4,483時間の飛行経験があった。機長は以前、トランス・エア・リンクやファイン・エアに勤務していた。
副操縦士は38歳の男性で、試用期間中だった。DC-8での飛行訓練は受講していたが、型式評価はまだ受けていなかった。飛行時間は4,261時間で、DC-8では171時間の飛行経験があった。
航空機関士は48歳の男性で、試用期間中だった。総飛行時間は4,460時間で、DC-8では218時間の飛行経験があった。彼はアメリカ空軍でロッキードC141の航空機関士を務めていた。

## 事故の経緯

### 離陸前のトラブル
事故機はコロラド州のステープルトン国際空港発の定期貨物便として、カンザスシティ国際空港へ着陸した。貨物を積み替え、乗員を交替した後オハイオ州トレド行きの貨物便としての離陸準備が完了した。しかし第1エンジンが始動しなかったため、確認を行うとギア比に問題があることか判明した。カンザスシティでは修理が行えなかったため、マサチューセッツ州のウエストオーバー・メトロポリタン空港へ回送することとなった。このため急遽、ドイツからデラウェア州ドーバー経由で到着したDC-8へ貨物が積み替えられた。この時、ドイツからDC-8を操縦していた乗員が782便の運航に割り当てられた。
回送先であるウエストオーバー・メトロポリタン空港には門限が設定されており、機長らは間に合わなかった場合にはコネチカット州のブラッドレー国際空港へダイバートすることとした。飛行計画から、門限の前に到着するにはカンザスシティをCST19時53分までに離陸する必要があった。
782便の乗員が第1エンジン以外を始動させようとすると操作ミスによってブレーカーが上がっていたため、第4エンジンが始動できなかった。その後、再度第4エンジンを始動しようとすると地上職員から煙が出ていることが伝えられ、エンジンを停止することとなった。乗員はスターターのデューティ・サイクルを考慮してまず第2エンジンを始動させ、最後に第4エンジンを始動させることとした。

### 墜落
CST20時20分、782便は滑走路01Lから離陸を試みた。 90ノット (170 km/h)付近で第4エンジンのエンジン圧力比（EPR）が1.8に達した。20時20分23秒、副操縦士が100ノット (190 km/h)をコールした直後に、機長が離陸を中断すると言った。管制官は支援が必要か乗員に尋ねたが、機長は不要だと返答した。機長は副操縦士と航空機関士に対し、機首上げが早すぎたため滑走中に機体の姿勢維持が困難だったと話した。 20時21分、乗員らは再度離陸を試みることとした。
2回目の離陸では航空機関士がエンジンの出力調整を行い、1回目よりも早くスロットルを動かした。90ノット (170 km/h)付近、3,220フィート (980 m)滑走したところで機体が左へ逸れ始めた。離陸速度である123ノット (228 km/h)よりも20ノット (37 km/h)近く早い段階で機首が上がり始め、滑走路を逸脱した。目撃証言によれば782便はテールストライクし、第2エンジンから火が噴き出していた。これは機首が通常よりも高く上がったためコンプレッサー・ストールが発生し、サージングしたためと考えられている。123ノット (228 km/h)まで加速した後に782便は辛うじて上昇したが高度98フィート (30 m)で降下に転じ、左に90度近く傾いた状態で墜落した。

### CVRの記録
【】内は原文で、2回目の離陸滑走の部分のみとなっている。
| 時間         | 発言者       | 発言内容                                     |
| ------------ | ------------ | -------------------------------------------- |
| 20時26分59秒 | 副操縦士     | 速度上昇。【airspeed’s alive.】              |
| 20時26分59秒 | 航空機関士   | 1.7。【one seven.】                          |
| 20時27分01秒 | 機長         | 神のご加護を。【god bless it.】              |
| 20時27分05秒 | 機長         | 継続する。【keep it goin’.】                 |
| 20時27分07秒 | 航空機関士   | 続けますか？【keep it goin’?】               |
| 20時27分07秒 | 機長         | ああ。【yeah.】                              |
| 20時27分07秒 | 副操縦士     | 80ノット (150 km/h)。【eighty knots.】       |
| 20時27分11秒 | 副操縦士     | 90ノット (170 km/h)。【ninety knots.】       |
| 20時27分13秒 | 副操縦士     | 100ノット (190 km/h)。【one hundred knots.】 |
| 20時27分13秒 | 機長         | 了解。【okay.】                              |
| 20時27分13秒 | 《衝撃音》   | 《衝撃音》                                   |
| 20時27分20秒 | 副操縦士     | 滑走路を外れる。【we’re off the runway.】    |
| 20時27分21秒 | 機長         | 最大出力だ。【go max power.】                |
| 20時27分26秒 | 機長         | 最大出力。【max power.】                     |
| 20時27分27秒 | 副操縦士     | 機首を下げて。【get the nose down.】         |
| 20時27分28秒 | 機長         | 最大出力。【max power.】                     |
| 20時27分29秒 | 副操縦士     | 最大です。【you got it.】                    |
| 20時27分30秒 | 不明         | 墜落す...。【we’re gunnar’ go ...】          |
| 20時27分30秒 | 《衝撃音》   | 《衝撃音》                                   |
| 20時27分32秒 | 《録音終了》 | 《録音終了》                                 |

## 事故調査

### エンジン3基での離陸手順

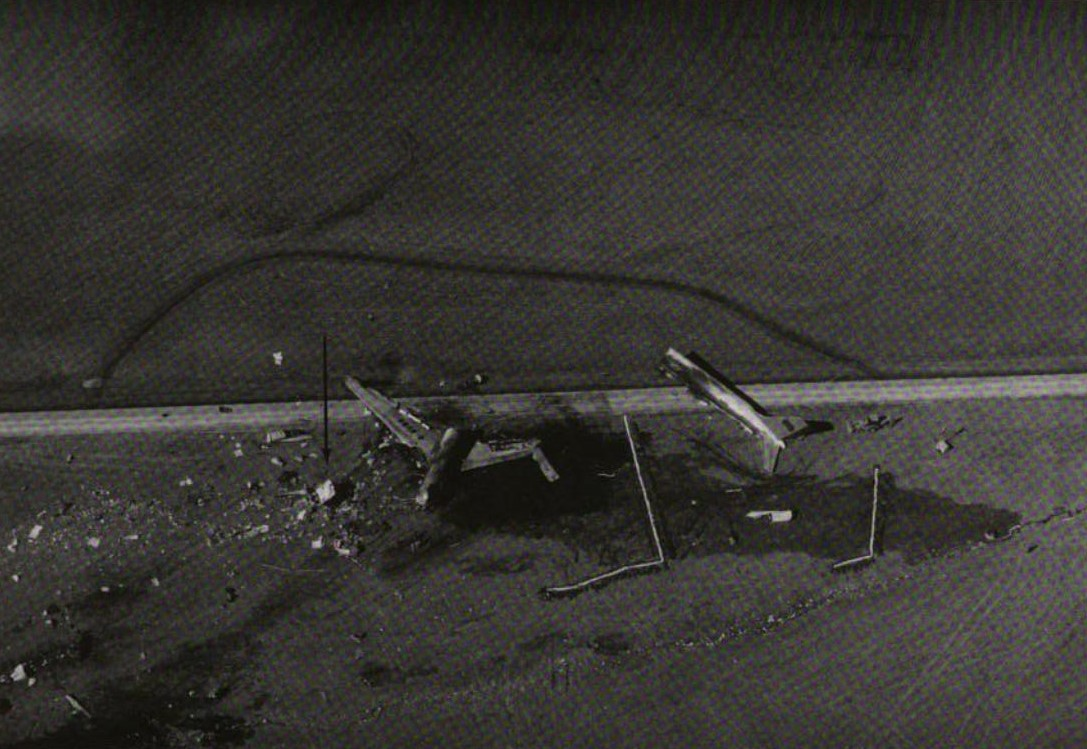
墜落現場

ATIのマニュアルでは、フットブレーキを解除後に対称なエンジンの出力を最大にし、最低地上制御速度（VMCG）に達してから、残りのエンジンの出力を可能な限り早く最大まで上げることとしていた。この時、方位の維持には方向舵を使用することと記載されていた。国家運輸安全委員会（NTSB）はパイロットが「残りのエンジンの出力を可能な限り早く最大まで上げる」という表記のみを読み、VMCGに達する前に出力を上げたことによって制御を失った可能性を指摘した。実際、コックピット・ボイス・レコーダー（CVR）の記録から、副操縦士がVMCGについて理解していなかったことが示唆されている。NTSBはCVRの記録から機長と副操縦士はエンジン3基での正しい離陸手順を知らず、航空機関士のみが理解していたと結論づけた。しかし、航空機関士についても正しいV速度を理解していたかは不明とした。

### パイロットの経歴と行動
機長は事故の約1ヶ月前に試用期間を終えたばかりであった。機長は経験豊富であったが、シミュレータ試験に落第した記録や、他社で機長昇進試験への推薦が見送られた経歴があった。ATIでも技能不足によって国内線への乗務のみに制限されており、事故の前日に国際線への乗務資格を得たばかりだった。
副操縦士は学ぶことに対しては熱心だったが、大型機の操縦に不安を感じていた。飛行経験のほとんどが双発のプロペラ機によるもので、DC-8では171時間の経験しか無かった。航空機関士は入社前にアメリカ空軍でロッキード C-141に乗務していた。しかし、軍用機と民間機で離陸時の操作が異なることや、エンジン3
基での離陸手順には差があった。
1度目の離陸を中断した後、航空機関士はエンジン出力の調整を行うことを申し出た。マニュアルでは機長がエンジン出力の調整を行うべきと記載されていたが、機長はこれを了承した。NTSBはこの判断によって機長に掛かる負荷が逆に増し、事故に繋がったと結論づけた。2度目の離陸滑走時、航空機関士は1度目よりも速いペースでエンジン出力を上げた。これによって方向制御がより困難となった。NTSBは機長は機体が滑走路から逸脱し始めたため、早期の離陸を試みたと結論づけた。

### 疲労の影響
782便の乗務前、機長は国際線への乗務資格を得るためにチェックを受けており、アメリカ-ヨーロッパ間を往復していた。この飛行によって概日リズムが崩れていただけでなく、休息時間が何度も取り消しになっていた。定期便の運航規則によればドーバーで16時間以上の休息を取る必要があったが、回送便では休息などの要件が指定されておらず、ホテルへのチェックインからチェックアウトまでわずか12時間だった。電話などの記録から、睡眠を取れたであろう最も長い時間は4時間47分しかなかった。NTSBは事故に繋がった注意力と判断力の低下は疲労による影響を受けたものである可能性が高いと報告書で述べた。一方で、訓練不足や手順の不備の問題からどの程度疲労が影響したか不明であるとした。

### 事故原因
NTSBは最終報告書で、離陸速度に達する前に離陸を試みたため制御を失い、墜落したものと結論づけた。また、手順の理解不足や訓練不足、飛行経験の不足と疲労が事故に寄与したと述べた。さらに事故の要因として連邦航空局の監督不足と、回送便への乗務規定に休息の要件などが無かったことを挙げた。

## 映像化
- メーデー!:航空機事故の真実と真相 第22シーズン第3話「Deadly Departure」